# Пригоди Шерлока Холмса і доктора Ватсона: Скарби Агри
«Пригоди Шерлока Холмса і доктора Ватсона. Скарби Аґри» (рос. «Приключения Шерлока Холмса и доктора Ватсона: Сокровища Агры») — радянський художній фільм, четверта частина телевізійного серіалу за мотивами творів Артура Конан Дойла про Шерлока Холмса.
Знято на основі повістей «Знак чотирьох» та «Скандал у Богемії».

## Сюжет
Фільм складається з двох сюжетних ліній.

### Перша серія
По допомогу до Холмса звертається Мері Морстен. Вона просить дізнатися, чому та від кого п'ять років поспіль отримує коштовні перлини. Шерлок Холмс і доктор Ватсон погодилися взятися за цю справу.
Дуже скоро вони дізнаються, що Мері — спадкоємиця легендарних скарбів Аґри, котрі, як виявилося, не приносять жодному своєму власнику щастя. Проте ці скарби викрав інвалід-каторжанин Джонатан Смолл. При цьому подільник Смолла, абориген Тонґа, убиває людину.
Детектив розуміє, що заарештувати інваліда та його спільника-вбивцю можливо буде лише тоді, коли вони йтимуть на катері Темзою.

### Друга серія
Доки тривала справа про скарби Аґри, паралельно Холмс і Ватсон згадували недавню історію, пов'язану з Ірен Адлер та королем Богемії.
На Бейкер-стріт 221-б таємно прибув король Богемії, котрий просить Холмса викрасти фотографію, на якій зображені він та американка Ірен Адлер у той час, коли король був ще спадкоємним принцем.
Тепер він збирається одружитися з однією знатною особою і йому не потрібен скандал. За грубі гроші Холмс погоджується взятися до справи. Він вирішує потрапити в дім Ірен Адлер, удавши з себе пораненого. Тим часом доктор Ватсон має зімітувати пожежу. Холмс дізнався де фотографія, проте не викрав її.
Наступного дня детектив і король Вільгельм дізнаються, що Адлер вийшла заміж та виїхала з країни, надіславши їм свою фотографію й лист, в якому пообіцяла не розголошувати своїх колишніх стосунків із Вільгельмом. Шерлок Холмс, зачарований вродою Ірен Адлер, залишив її фотографію собі.
Також у цій серії завершується історія зі скарбами Аґри. Під час погоні було вбито Тонґу, але Джонатан Смолл устиг викинути скарби в Темзу. Прокляті дорогоцінності втрачено назавжди.
Доктор Ватсон закохався в міс Морстен та одружився з нею.

## У ролях

### У головних ролях
- Василь Ліванов — Шерлок Холмс
- Віталій Соломін — доктор Ватсон
- Рина Зелена — місіс Хадсон
- Борислав Брондуков — інспектор Лестрейд (озвучив Ігор Єфимов)

### Перша серія
- Катерина Зінченко — міс Мері Морстен
- Проскурін Віктор Олексійович — Тадеуш Шолто; Бартолом'ю Шолто
- Павло Кадочников — майор Шолто (озвучував Ігор Єфимов)
- Сергій Шакуров — Джонатан Смолл
- Анатолій Сливников — Мак — Мурдо
- Валентина Кособуцька — місіс Сміт
- Микола Кузьмін — слуга майора Шолто
- Марія Юрасова — місіс Берстон
- Володимир Дорошев — Шерман
- бульдог Бамбула — пес Торі
- П. Самойленко — епізод

### Друга серія
- Георгій Мартиросян — король Богемії
- Лариса Соловйова — Ірен Адлер
- Павло Ремєзов — Годфрі Нортон
- Катерина Зінченко — міс Мері Морстен
- Проскурін Віктор Олексійович — Тадеуш Шолто
- Сергій Шакуров — Джонатан Смол
- бульдог Бамбула — пес Торі
- Юрій Сєров — Тонга
- К. Гурецька — місіс Сесіл Форестер
- І. Можжаренко — епізод
- М. Рибкін — епізод

## Цікаві факти
- Нова Зеландія ввела в обіг серію срібних дводоларових монет, на аверсі яких зображені кадри з радянського телесеріалу.
- Паровий катер, на якому намагаються втекти Джонатан Смолл і Тонга, у повісті «Знак чотирьох» зветься «Аврора». У Радянському Союзі ця назва однозначно асоціювалося з крейсером — символом більшовицької революції, і у фільмі катер перейменували на «Діану».
- У книзі Джонатан Смолл докладно розповідає свою біографію. До фільму І. Масленникова розповідь Смолла не ввійшла.
- У книзі Тонга — чорношкірий абориген, у фільмі ж він має європейську зовнішність.
- У книзі офіційне розслідування злочину веде інспектор Етелні Джонс, а у фільмі — інспектор Лестрейд.
- Бульдог Бамбула, який зіграв у фільмі пса Торі, був домашнім улюбленцем Василя Борисовича Ліванова. При цьому у книзі пес звався Тобі, він був «довгошерстим… наполовину спанієлем, наполовину нишпоркою».
- Для цієї частини серіалу вперше з початку його зйомок було використано кадри справжнього Лондона (поїздка на катері Темзою), зняті на 16-міліметрову кінокамеру кореспондентом Центрального телебачення СРСР Борисом Калягіним[1] (за іншими даними — Віталієм Ільяшенком[2]).
- У першій серії, коли Ватсон передає Холмсові ліхтар, видно, що це перероблений електричний прожектор. У деякі моменти можна помітити його шнур.
- У першій серії В. Проскурін у ролі Тадеуша Шолто спочатку має вуса й борідку (зокрема, у сцені біля воріт особняка його брата), але вже в наступному епізоді усередині будинку — лише вуса.